# Květné jezero (přírodní památka)
Květné jezero je přírodní památka v okrese Břeclav na katastrálním území obce Lednice na Moravě ve správě Krajského úřadu Jihomoravského kraje. Geomorfologicky náleží Dyjsko-moravské nivě v Dolnomoravskému úvalu. Památku tvoří mrtvé rameno řeky Dyje Květné jezero v její údolní nivě, je součástí Lednicko-valtického areálu. Chráněna je tůň se zbytkem lužního lesa, dříve významná lokalita vodních rostlin. Při regulaci řeky však došlo k poklesu hladiny podzemní vody a jezero na čas vyschlo. Chráněný řezan pilolistý (Stratiotes aloides) zmizel v roce 1972, po něm i leknín bílý (Nymphaea alba).

## Geologie
Nad podložními třetihorními sedimenty Vídeňské pánve jsou pleistocenní fluviální štěrkopísky, překryté holocenními písčitými hlínami. Půdy jsou zastoupeny černicí glejovou a pelickou.

## Flóra
Lužní les tvoří tvoří dub letní (Quercus robur), jasan úzkolistý (Fraxinus angustifolia), javor babyka (Acer campestre), pod nimi bledule letní (Leucojum aestivum), na březích tůně roste ostřice štíhlá (Carex acuta), ostřice Buekova (Carex buekii), ostřice černoklasá (Carex melanostachya), karbinec evropský (Lycopus europaeus), kyprej obecný (Lythrum salicaria), pryšec bahenní (Euphorbia palustris). Leknín bílý a řezan pilolistý, kvůli kterému byla památka zřízena, patří již k vyhynulým vodním rostlinám.

## Fauna
Mezi brouky jsou zastoupeny kozlíček (Oberea moravica), roháč obecný (Lucanus cervus), tesařík obrovský (Cerambyx cerdo) a páchník hnědý (Osmoderma barnabita), dále jsou tu kolonie mravence lužního (Liometopum microcephalum), na které je vázána mikárie pospolitá (Micaria sociabilis) - pavouci, z obojživelníků tu žije blatnice skvrnitá (Pelobates fuscus), skokan skřehotavý (Pelophylax ridibundus), skokan zelený (Pelophylax esculentus) či čolek obecný (Lissotriton vulgaris). Z ptáků zde hnízdí lejsek bělokrký (Ficedula albicollis), lejsek šedý (Muscicapa striata), žluva hajní (Oriolus oriolus), slavík obecný (Luscinia megarhynchos), čáp bílý (Ciconia ciconia), vzácně luňák hnědý (Milvus migrans) a ostříž lesní (Falco subbuteo).